# 安布伊拉
7°26′S 14°39′E / 7.433°S 14.650°E
安布伊拉（葡萄牙語：Ambuíla），是安哥拉的城鎮，位於該國西北部，由威熱省負責管轄，面積4,799平方公里，北鄰本貝和松戈，2014年人口88,542，人口密度每平方公里18.5人。